# Samuel Hadida
Samuel Hadida (Casablanca, Marokkó, 1953. december 17. – Santa Monica, Kalifornia, USA, 2018. november 26.) francia filmproducer.

## Filmjei
- Csak az erős győzhet (Only the Strong) (1993, producer)
- Tiszta románc (True Romance) (1993, producer)
- Döntő pillanat (Killing Zoe) (1993, producer)
- Nekronomikon – A holtak könyve (Necronomicon) (1993, producer)
- Gyilkosságszakértő (The Expert) (1995, executive producer)
- Könnyező harcos (Crying Freeman) (1995, producer)
- Pokolsztráda (Freeway) (1996, társproducer)
- Pinokkió (The Adventures of Pinocchio) (1996, társproducer)
- Rhinoceros Hunting in Budapest (1997, producer)
- Nirvána (Nirvana) (1997, társproducer)
- A légiós (Legionnaire) (1998, executive producer)
- Diplomáciai védettség (The Big Brass Ring) (1999, executive producer)
- Inferno (1999, producer)
- Freeway II: Confessions of a Trickbaby (1999, executive producer)
- A Kék Iguána bár (Dancing at the Blue Iguana) (2000, executive producer)
- Farkasok szövetsége (Brotherhood of the Wolf) (2001, producer)
- Laguna (2001, producer)
- A Kaptár (Resident Evil) (2002, producer)
- Pók (Spider) (2002, producer)
- Sueurs (2002, producer)
- Kutyák és farkasok közt (Entre chiens et loups) (2002, társproducer)
- A vonzás szabályai (The Rules of Attraction) (2002, executive producer)
- Matana MiShamayim (2003, producer)
- A világ végén fordulj balra (Turn Left at the End of the World) (2004, producer)
- Kaptár 2. – Apokalipszis (Resident Evil: Apocalypse) (2004, executive producer)
- Minden napra egy varázslat! (Five Children and It) (2004, producer)
- Szent Lajos király hídja (The Bridge of San Luis Rey) (2004, producer)
- Good Night, and Good Luck (2005, co-executive producer)
- Aura (The Aura) (2005, producer)
- Domino (2005, producer)
- Lassie (2005, producer)
- Silent Hill – A halott város (Silent Hill) (2006, producer)
- Moscow Zero (2006, társproducer)
- Fekete Dália (The Black Dahlia) (2006, executive producer)
- A parfüm: Egy gyilkos története (Perfume: The Story of a Murderer) (2006, executive producer)
- 88 perc (88 Minutes) (2007, társproducer)
- A kaptár 3. – Teljes pusztulás (Resident Evil: Extinction) (2007, producer)
- Holdhercegnő (The Secret of Moonacre) (2008, producer)
- Doctor Parnassus és a képzelet birodalma (The Imaginarium of Doctor Parnassus) (2009, producer)
- Solomon Kane (2009, producer)
- A kaptár: Túlvilág (Resident Evil: Afterlife) (2010, producer)
- Blitz (2011, executive producer)
- Conan, a barbár (Conan the Barbarian) (2011, executive producer)
- Lazacfogás Jemenben (Salmon Fishing in the Yemen) (2011, executive producer)
- 10 jours en or (2012, társproducer)
- A kaptár: Megtorlás (Resident Evil: Retribution) (2012, producer)
- Silent Hill: Kinyilatkoztatás (Silent Hill: Revelation) (2012, producer)
- A háború démonjai(The Railway Man) (2013, co-executive producer)
- The Expendables – A feláldozhatók 3. (The Expendables 3) (2014, társproducer)
- Sin City: Ölni tudnál érte (Sin City: A Dame to Kill For) (2014, executive producer)
- L'Odeur de la mandarine (2015, executive producer)
- Un plus une (2015, producer)
- Beépített tudat (Criminal) (2016, executive producer)
- Fanny utazása (Fanny's Journey) (2016, társproducer)
- A mestergyilkos: Feltámadás (Mechanic: Resurrection) (2016, executive producer)
- A Kaptár: Utolsó fejezet (Resident Evil: The Final Chapter) (2016, producer)
- Chacun sa vie (2017, producer)
- Loue-moi! (2017, producer)
- Sokkal több mint testőr (The Hitman's Bodyguard) (2017, executive producer)
- Papillon (2017, executive producer)
- Love Addict (2018, producer)
- A belleville-i zsaru (Le flic de Belleville) (2018, producer)
- A Hunter Killer küldetés (Hunter Killer) (2018, executive producer)
- La voix humaine (2018, producer)
- Sisters in Arms (2019, producer)
- Les plus belles années (2019, producer)